# Anacronicta
Anacronicta é um gênero de traça pertencente à família Arctiidae.

## Espécies
- Anacronicta caliginea (Butler, 1881)
- Anacronicta flavala (Moore, 1867)
- Anacronicta fuscipennis (Warren, 1912)
- Anacronicta infausta (Walker, 1856)
- Anacronicta horishana Matsumura, 1931
- Anacronicta nitida (Butler, 1878)
- Anacronicta obscura (Leech, 1900)
- Anacronicta okinawensis Sugi, 1970
- Anacronicta pallidipennis (Warren, 1912)
- Anacronicta plumbea (Butler, 1881)